# Trichaphodius segmentarius
Trichaphodius segmentarius är en skalbaggsart som beskrevs av Edgar von Harold 1879. Trichaphodius segmentarius ingår i släktet Trichaphodius och familjen Aphodiidae. Inga underarter finns listade i Catalogue of Life.